# Bryorella compressa
Bryorella compressa är en svampart som beskrevs av Döbbeler 1978. Bryorella compressa ingår i släktet Bryorella, klassen Dothideomycetes, divisionen sporsäcksvampar och riket svampar.   Inga underarter finns listade i Catalogue of Life.